# Селекционной станции
Селекцио́нной ста́нции — посёлок в Кстовском районе Нижегородской области. Административный центр Ройкинского сельсовета.

## География
Посёлок находится в пригородной зоне Нижнего Новгорода, на расстоянии примерно 5 км (по прямой) к юго-востоку от вокзала станции Мыза у железнодорожной линии Мыза — Ройка.

### Часовой пояс
Посёлок Селекционной станции, как и вся Нижегородская область, находится в часовой зоне МСК (московское время). Смещение применяемого времени относительно UTC составляет +3:00.

## История
Основан в 1937 году в связи с организацией областной станции полеводства. Основной жилой фонд посёлка построен в 1970—1980 годах.

## Население
| 2002 | 2010  |
| ---- | ----- |
| 2736 | ↘2492 |

### Национальный состав
Согласно результатам переписи 2002 года, в национальной структуре населения русские составляли 95 % из 2736 чел.